# Leuchtturm Travemünde

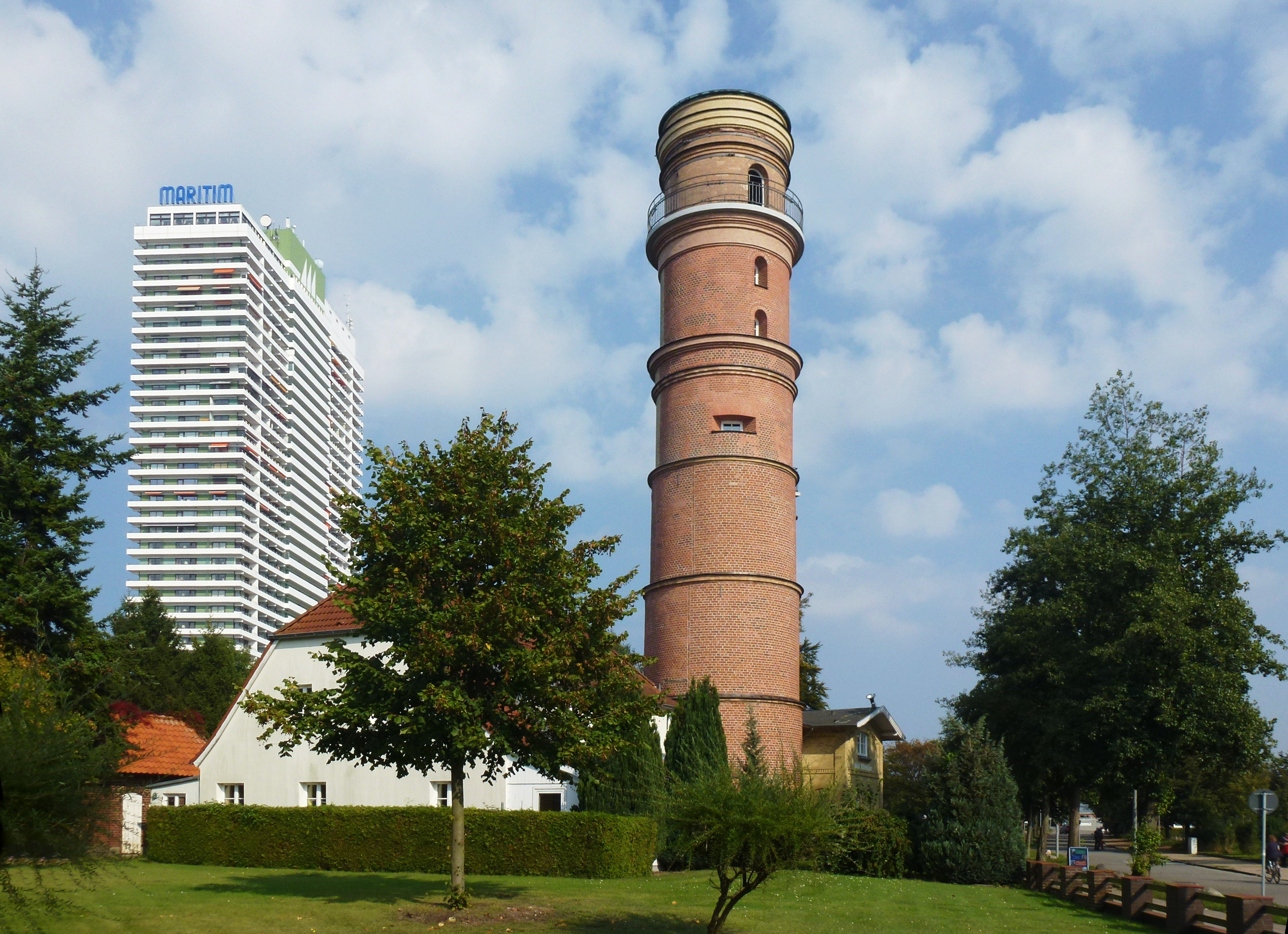
Leuchtturm Travemünde und Hotel Maritim, 2014

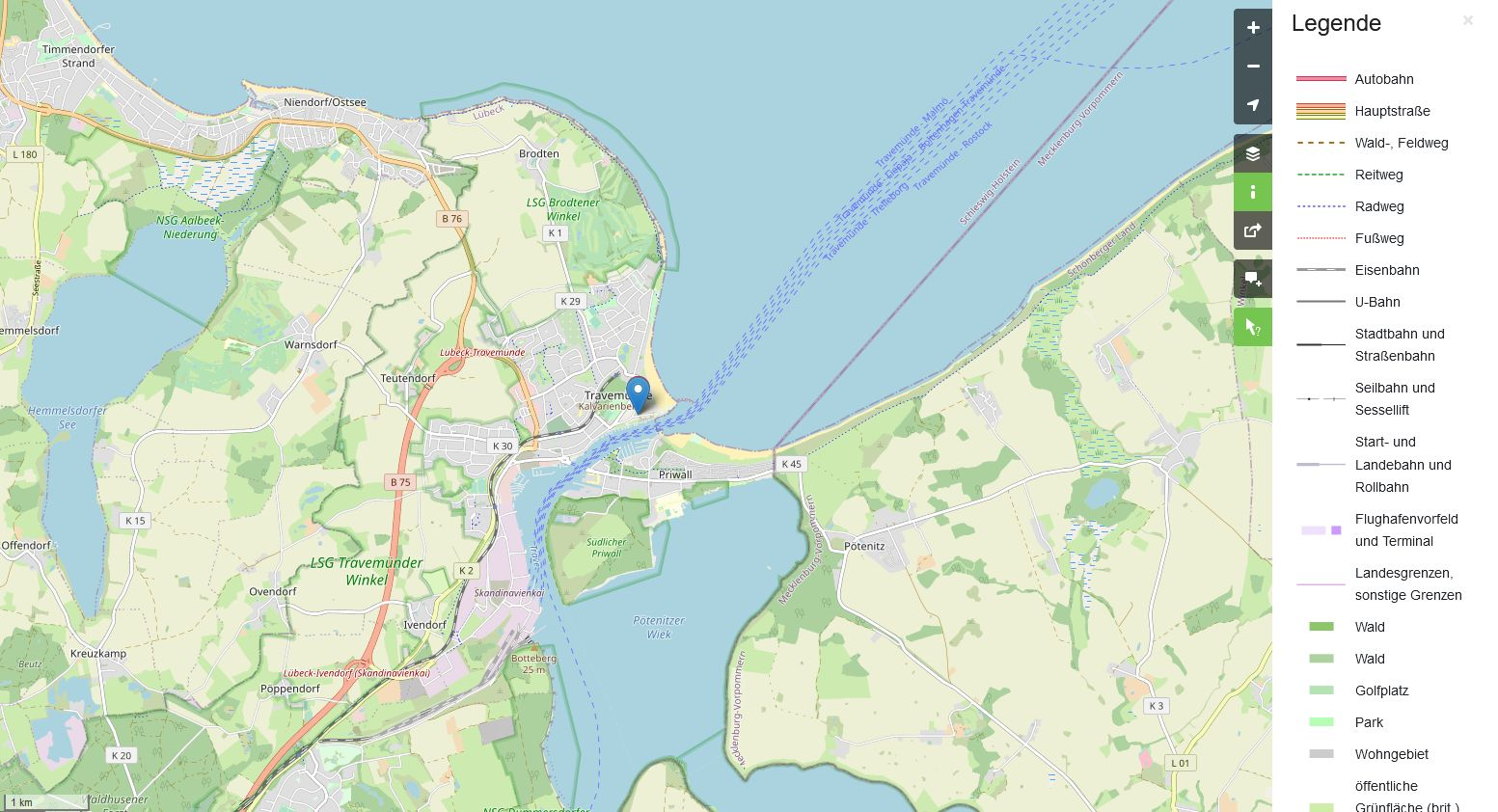
Standort

Der historische Leuchtturm von  Travemünde hat heute als technisches und bauliches Kulturdenkmal keine Bedeutung als Seezeichen mehr, sondern ist für Travemünde gemeinsam mit der Passat Wahrzeichen und Museum.
In seiner heutigen Form wurde der Turm aus rotem Backstein 1827 in klassizistischem Stil errichtet und hat eine Höhe von 31 m. Er ist durch fünf Gesimse unterteilt, hat in halber Höhe einen kleinen Balkon als Lotsenausguck (von dem früher die Lotsen Ausschau nach ankommenden Schiffen hielten) und im obersten Teil eine schmale, umlaufende Plattform.

## Geschichte und Technik

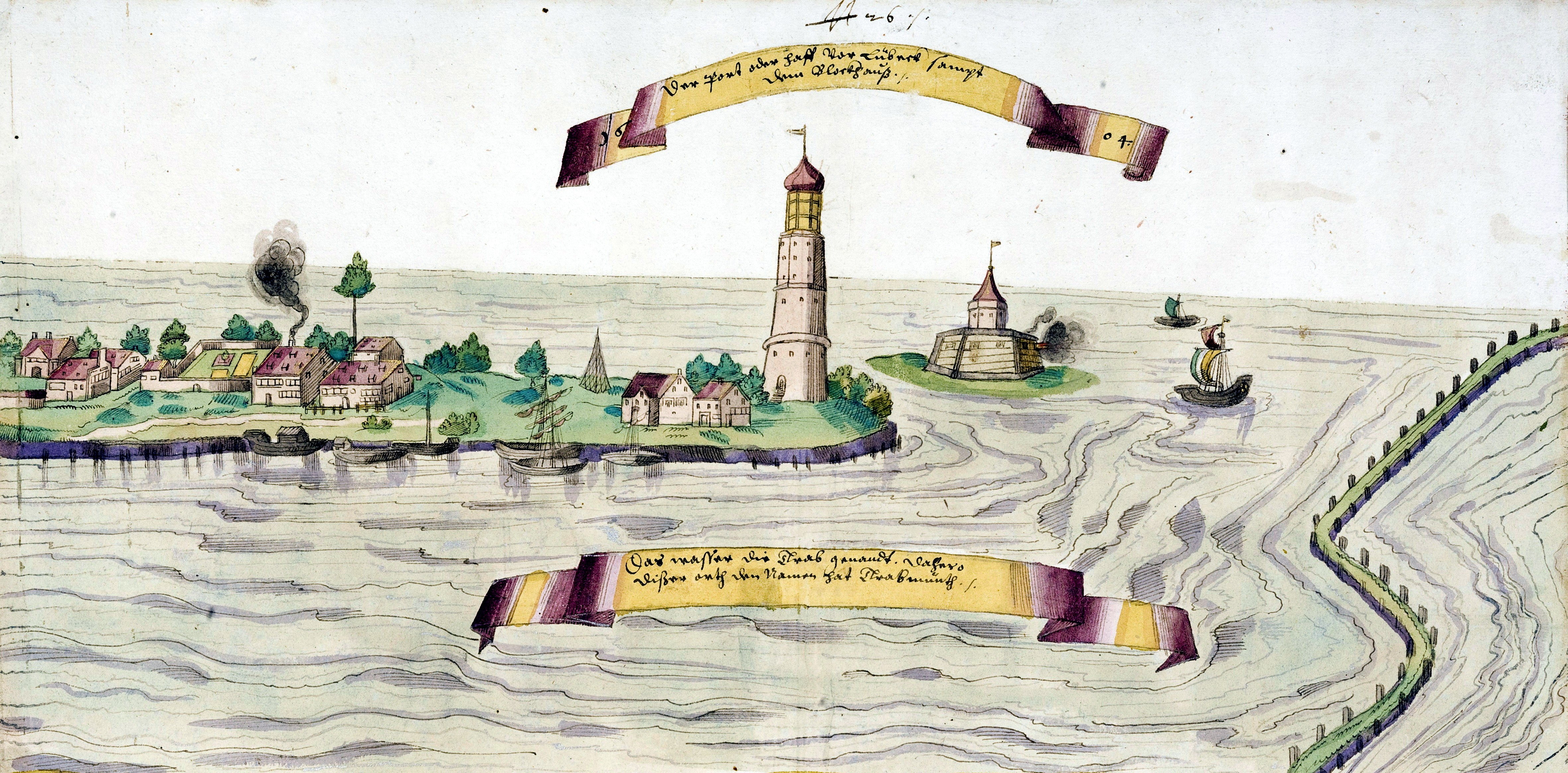
Leuchtturm und Travemündung 1604

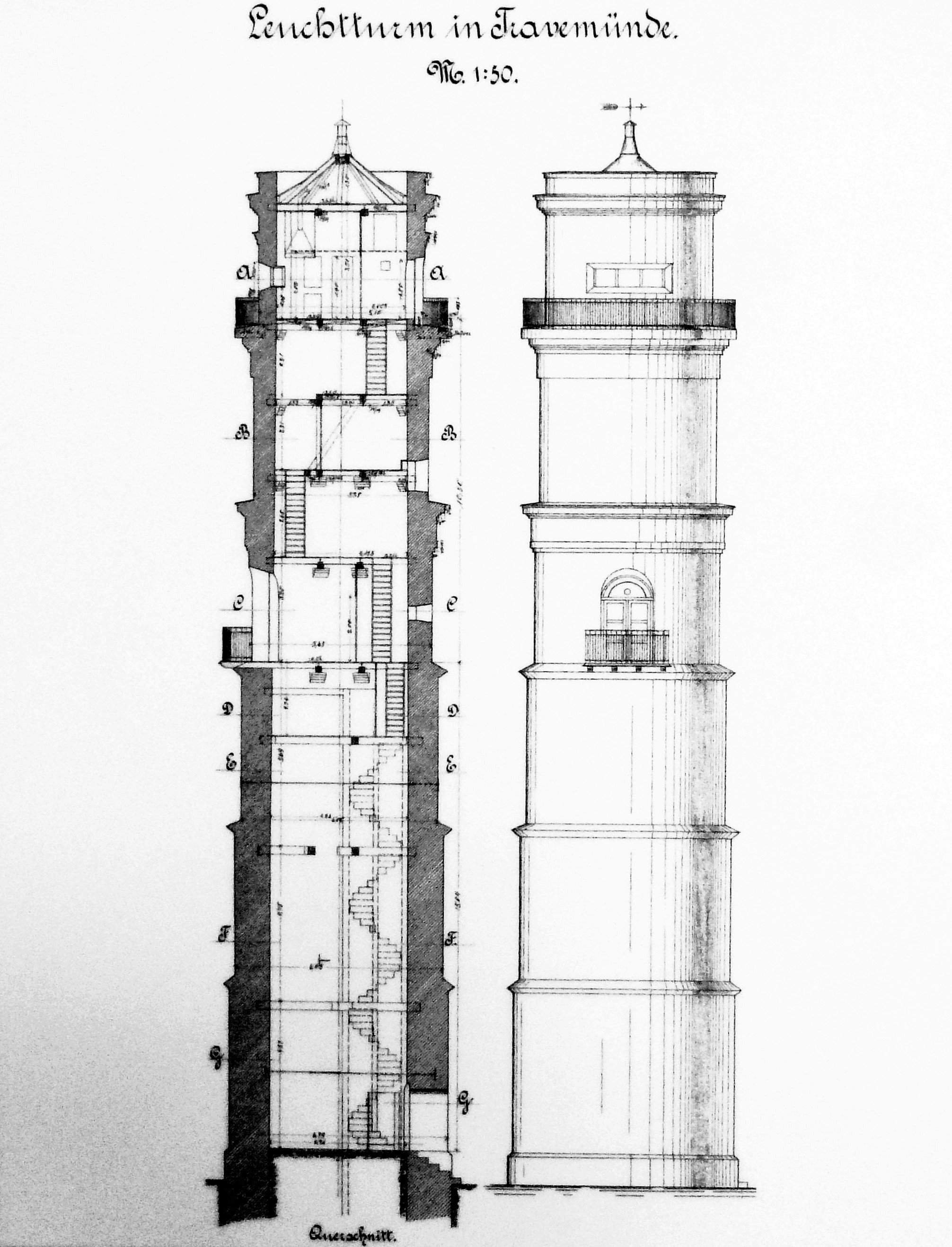
Aufriss und Querschnitt

Die erste urkundliche Erwähnung eines bereits bestehenden Hafenzeichens in Travemünde ist im Lübecker Reichsfreiheitsbrief von 1226 enthalten, mit dem Kaiser Friedrich II. Lübeck die Reichsunmittelbarkeit zusicherte. Der erste Hinweis auf ein Leuchtfeuer an der Mündung der Trave ist für das Jahr 1316 urkundlich in den Akten des Rates der Hansestadt durch Erwähnung eines Leuchtfeuerwärters (lateinisch custos lucerne) belegt.
1534 wurde der (erste) Leuchtturm während der Grafenfehde von dänischen Truppen zerstört.
Der Travemünder Leuchtturm wurde 1539 neu erbaut und nach einem (durch Blitzschlag ausgelösten) Brand im Jahr 1827 klassizistisch überformt. Er ist damit das älteste Seezeichen und der älteste Leuchtturm an der Lübecker Bucht und der deutschen Ostseeküste. Seine Höhe beträgt 31 Meter und die Lichtpunkthöhe liegt bei 30,6 Metern.
Im Jahr 1903 wurde das Leuchtfeuer von Petroleumlampen auf elektrisches Licht mit Kohlebogenlampen umgestellt. Ab 1937 verstärkte ein zylindrischer Hohlspiegel (1,2 m breit und 55 cm hoch) das Licht der Glühlampe, welche die Bogenlampe von 1903 ersetzte. Zum schnellen Austausch defekter Lampen gab es eine Lampenwechselvorrichtung mit Lampen 1000 W/24 V. Die Nenntragweite betrug 16 Seemeilen. Zwei Otterblenden gaben der linken Seite eine Blitz-Kennung (1 s Schein + 2 s Pause = 3 s Wiederkehr) und der rechten Seite eine Blitz-Gruppen-Kennung. 1954 und 2004 erfolgten Maßnahmen zur Bestandserhaltung.

## Eingestellter Betrieb und Museum

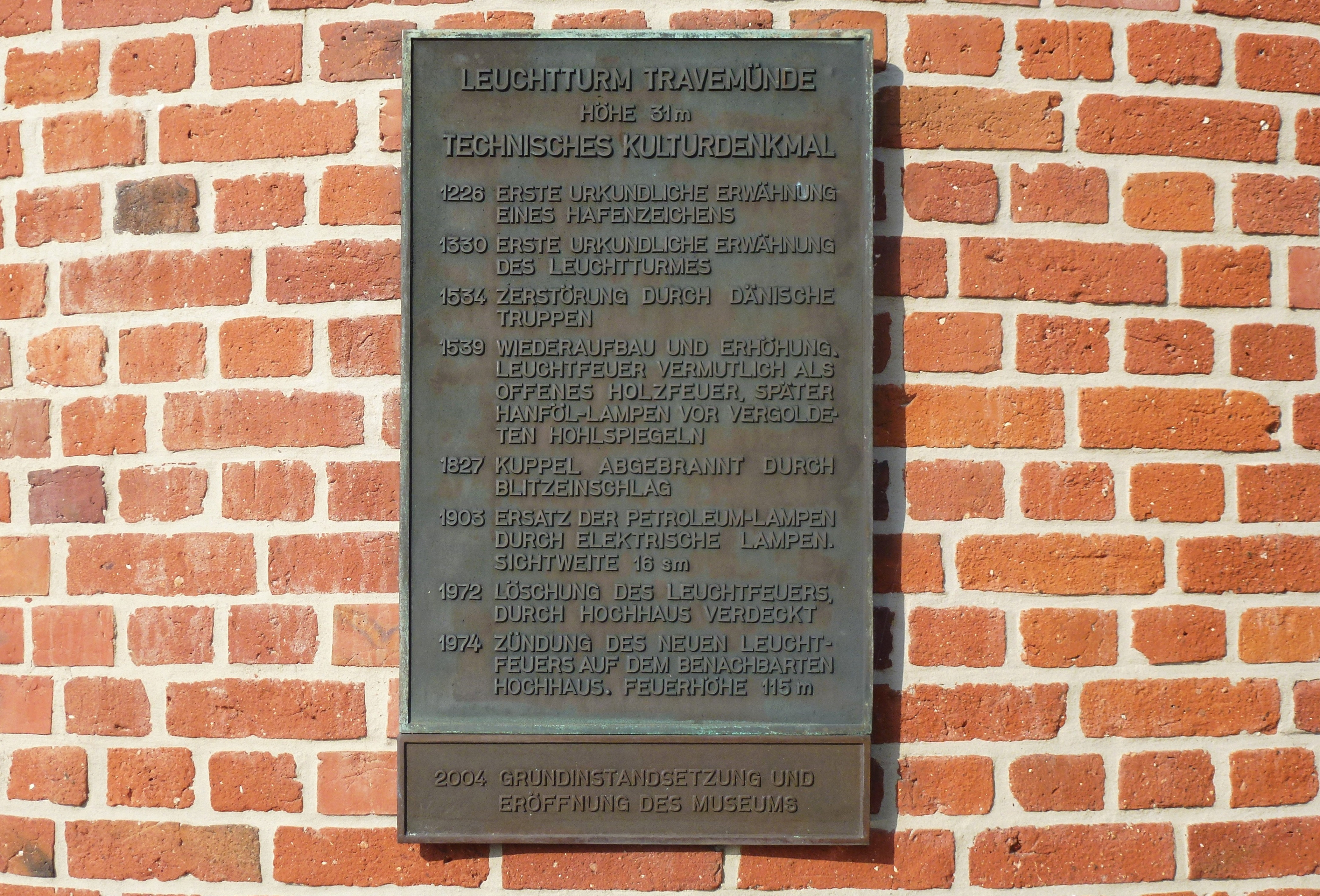
Erinnerungstafel mit Daten

Deutschlands dienstältester Leuchtturm stellte 1972 den Betrieb ein, weil die Sicht durch den Neubau des Maritim-Hotels in Travemünde verdeckt wurde. Seit dem 30. April 1974 befindet sich das Leuchtfeuer auf dem Maritim Travemünde in 114,7 m ü. NN und ist damit das höchste in Europa.
Der alte Leuchtturm ist heute ein technisches Denkmal und seit 2004 ein Museum, in dem unter anderem historische Schifffahrtszeichen sowie Ausrüstungsgegenstände von Feuerschiffen und Leuchttürmen gezeigt werden. Auf acht Geschossen sind Modelle von Feuerschiffen, Seelaternen und Lichtanlagen anderer Leuchttürme zu sehen. In der obersten Etage, die man über 142 Stufen erreicht,  ist die funktionstüchtige Anlage des alten Travemünder Leuchtturms mit seinen 1000-Watt-Glühlampen erhalten. Turm und Museum stehen für Besichtigungen offen. 
An das schwere Ostseesturmhochwasser 1872, das Travemünde heftig zusetzte, erinnert noch eine Hochwassermarke am Turm.

## Bilder, alter Leuchtturm Travemünde

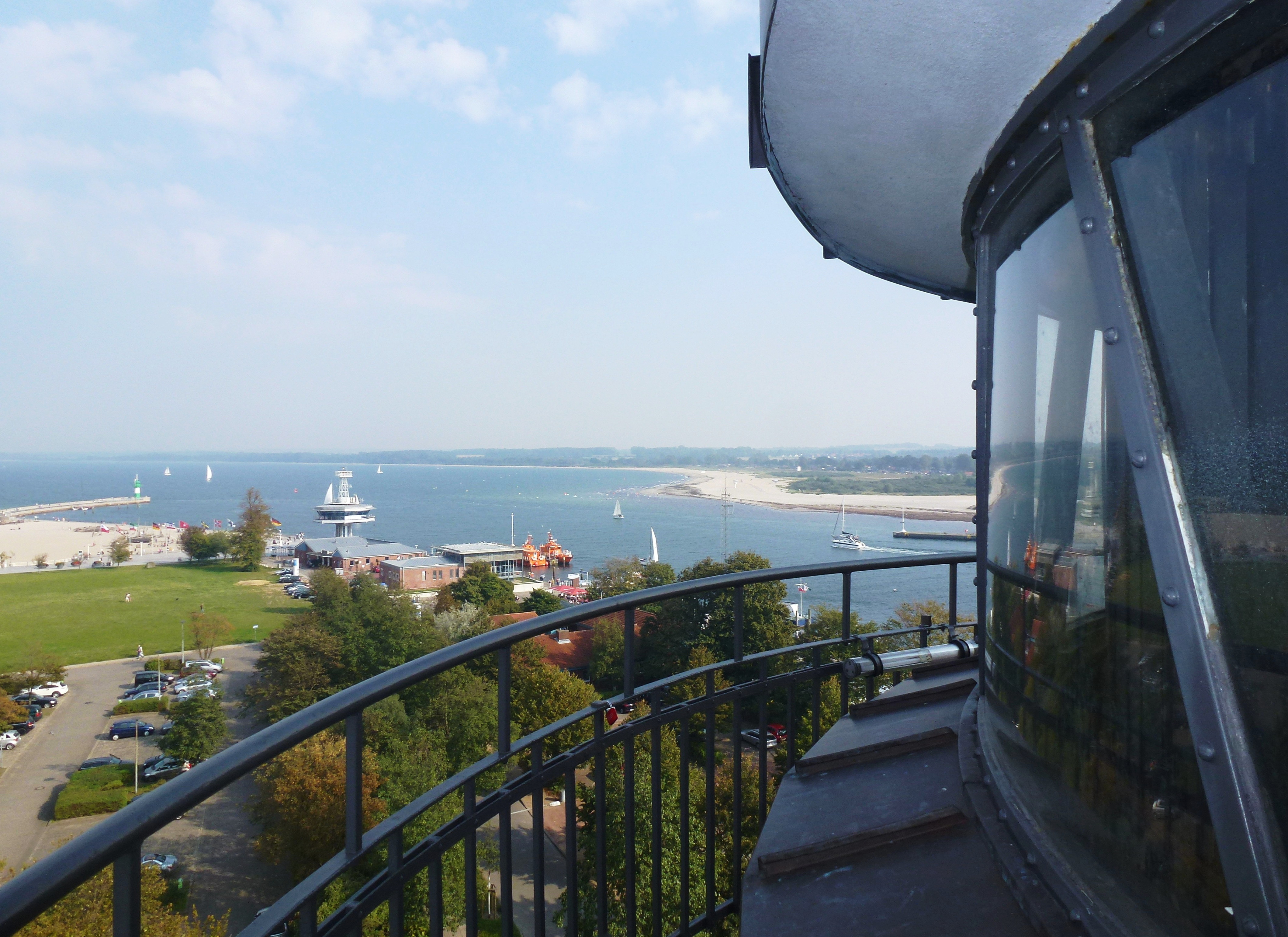
Aussicht über die Travemündung
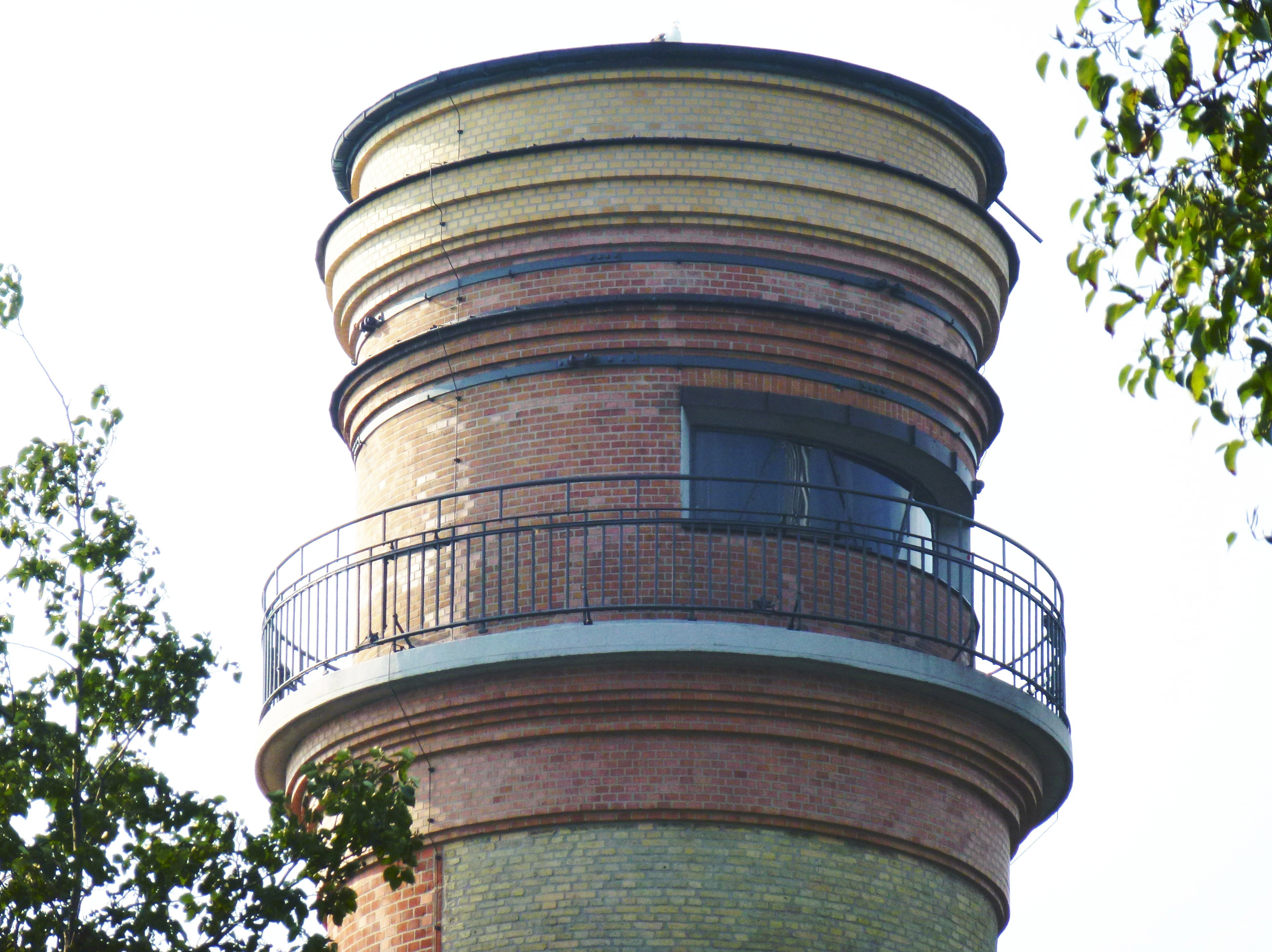
Turmspitze mit Aussichtsplattform
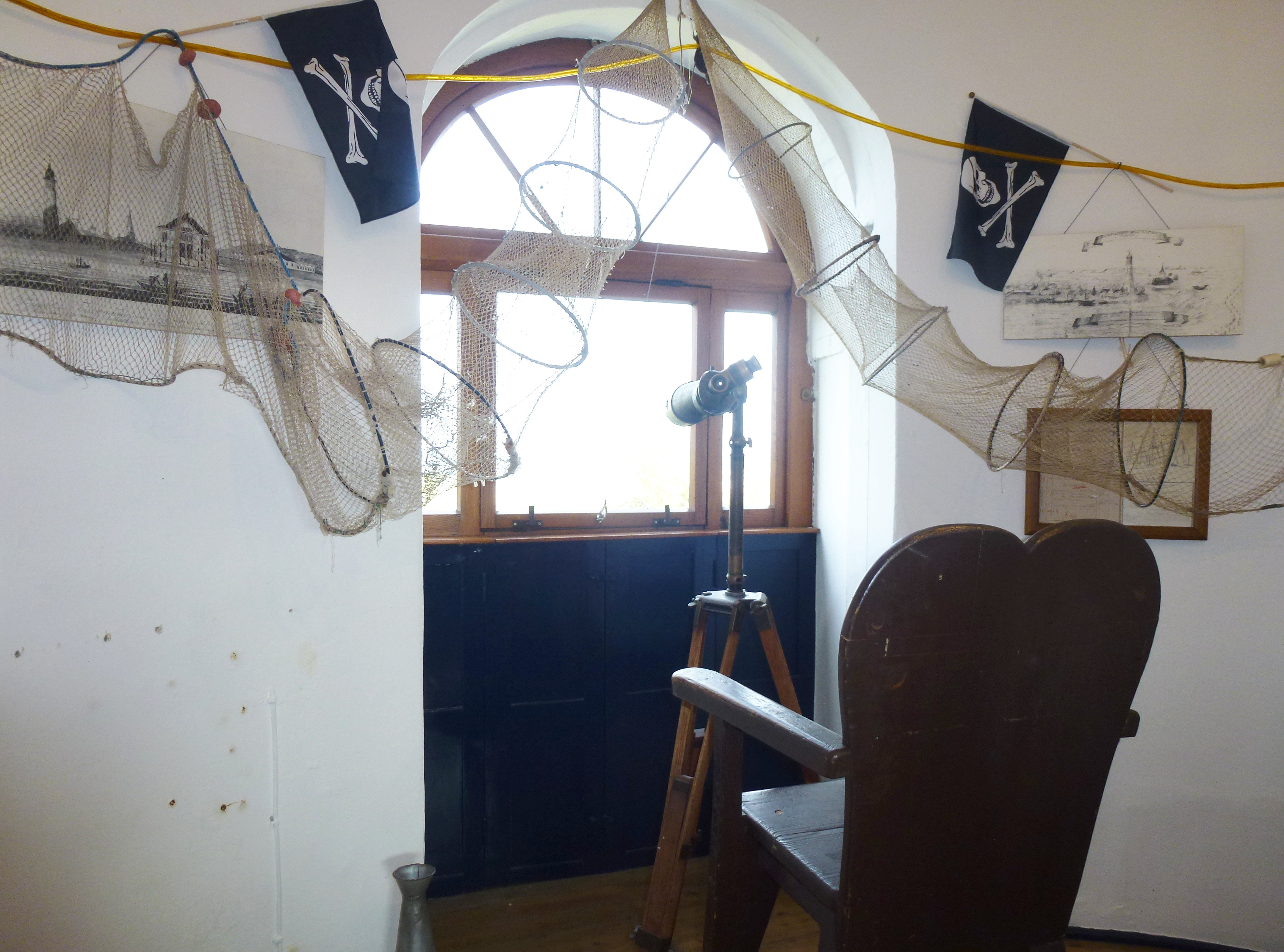
Lotsenausguck im Turm
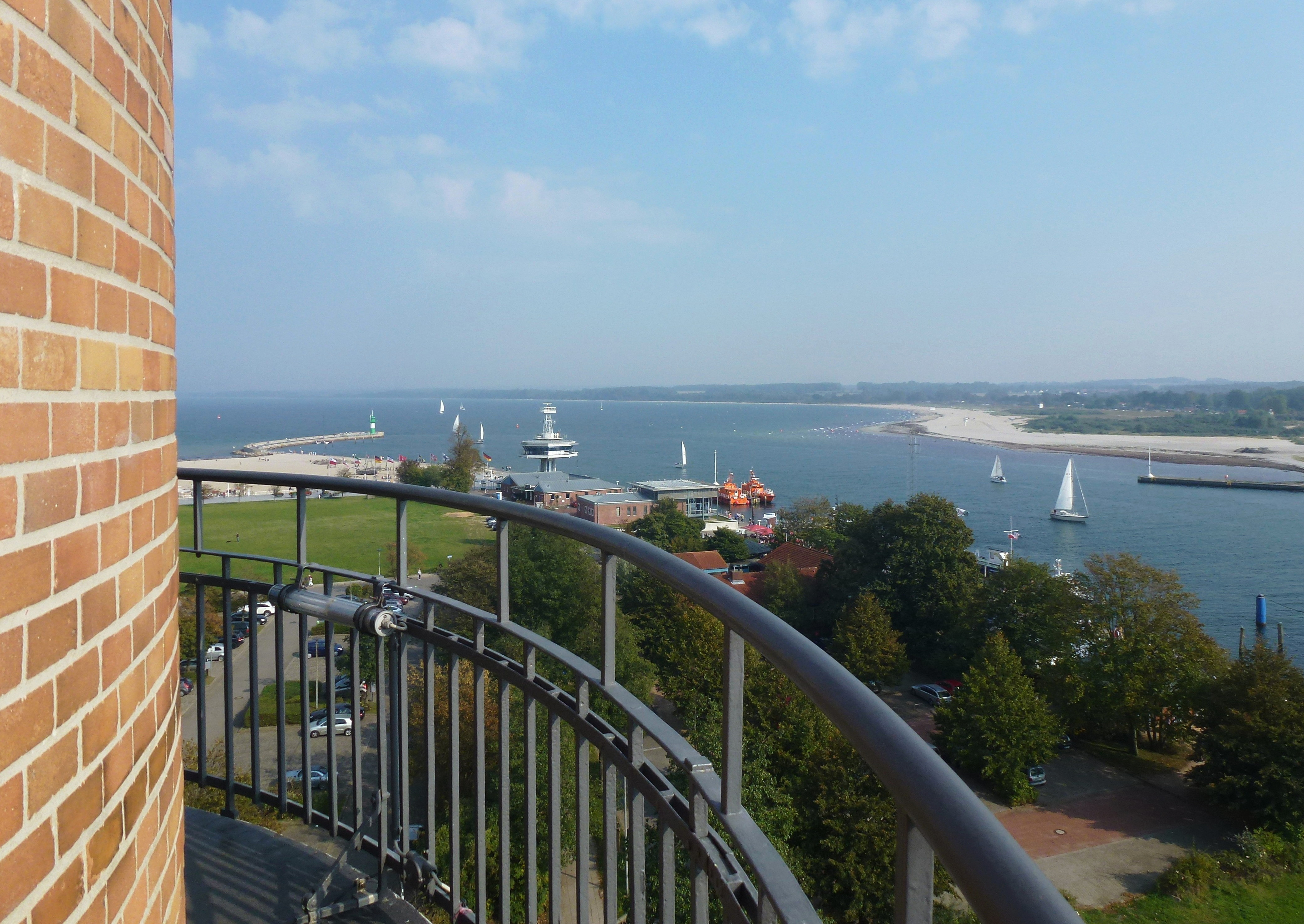
Aussicht über die Travemündung

## Bilder, Leuchtturm-Museum

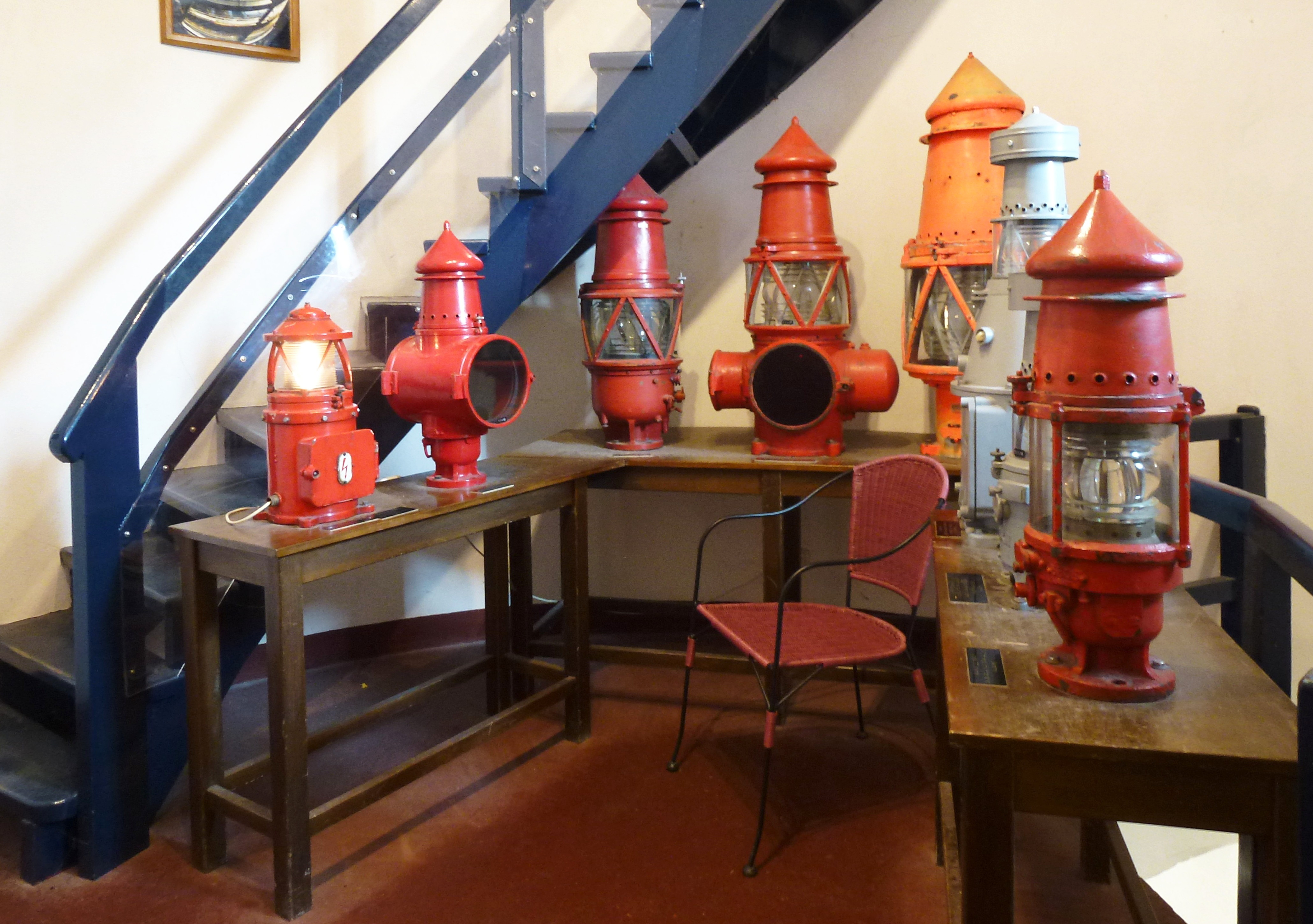
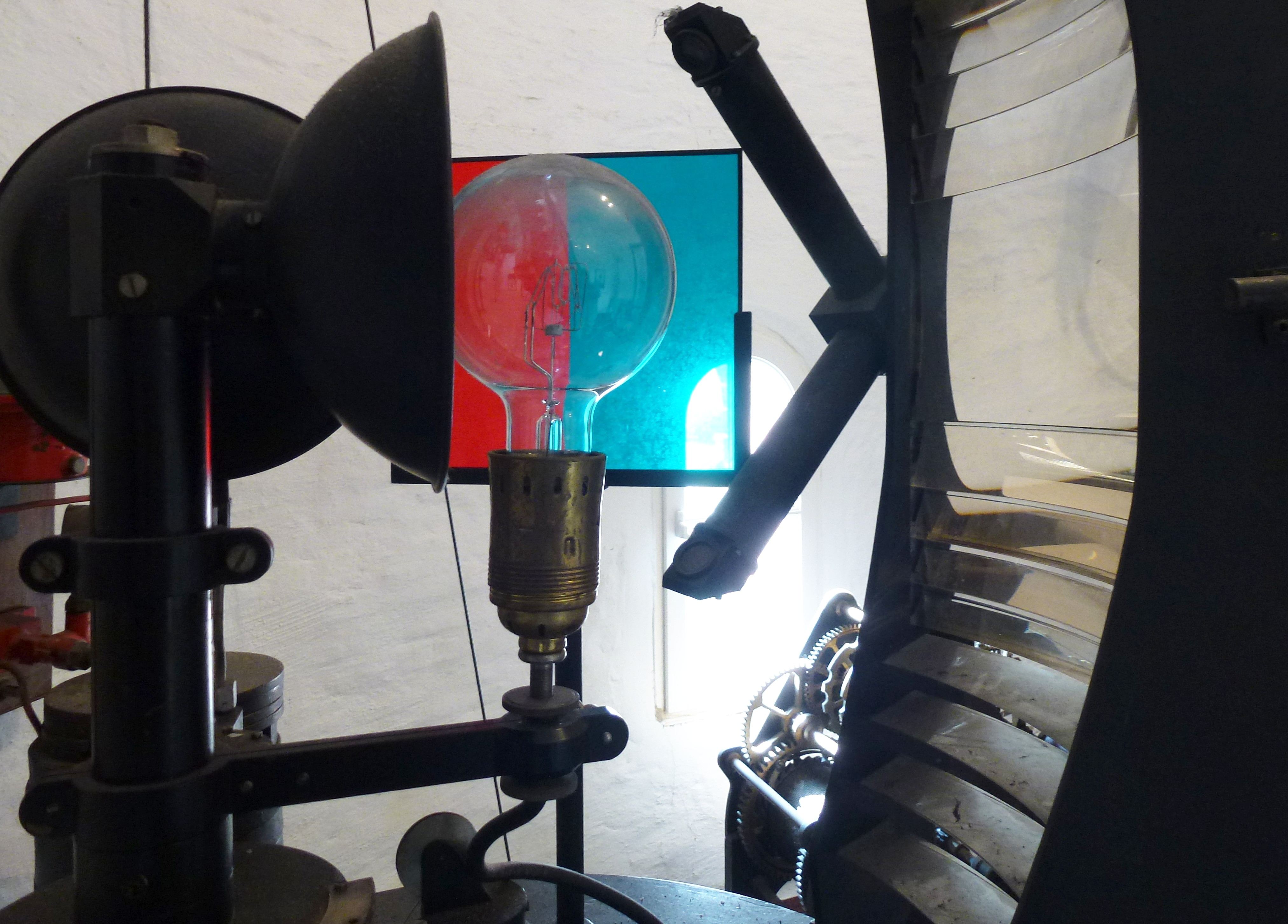
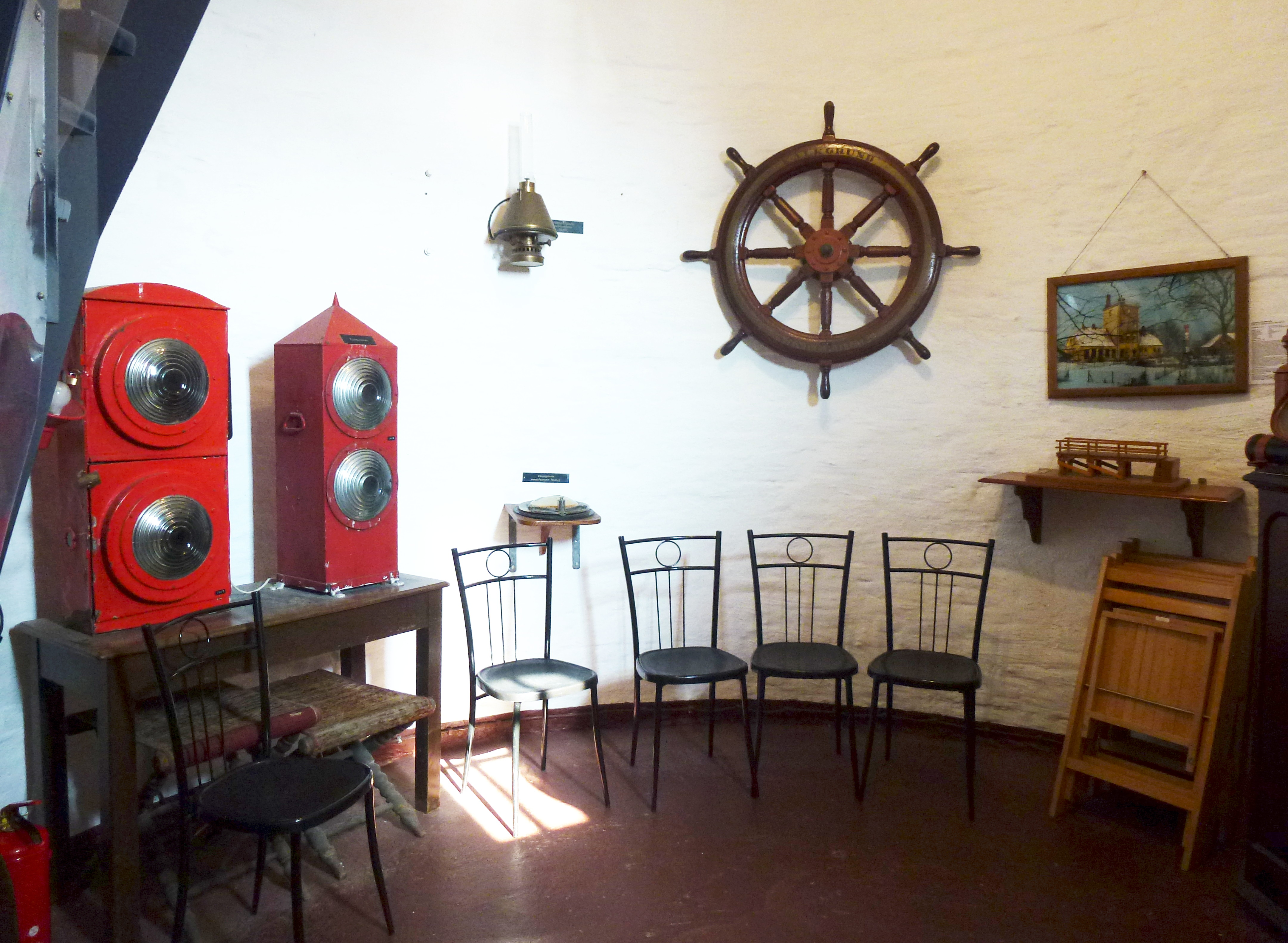
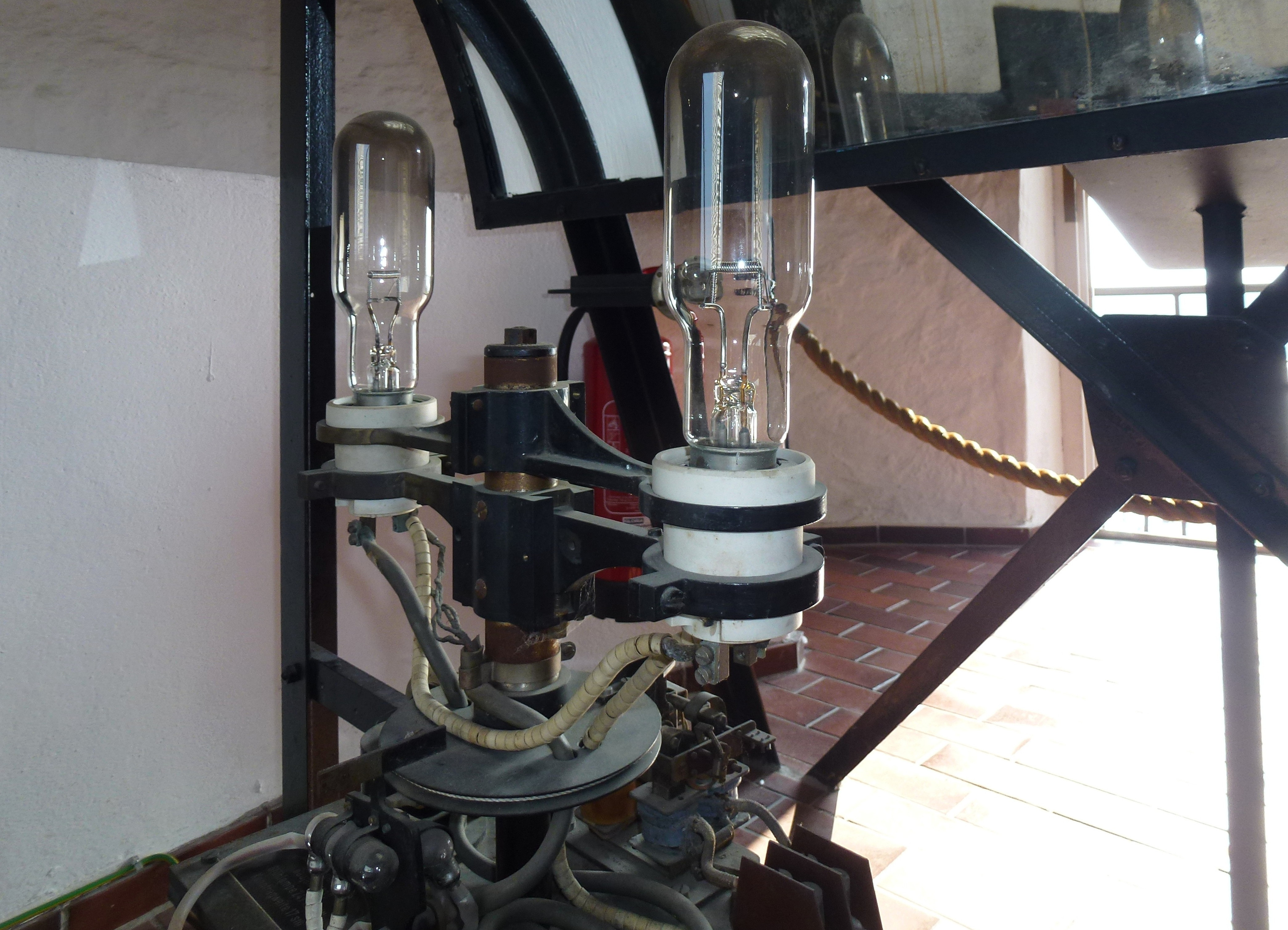

## Sonstiges
Das Leuchtenfeld wird mehrfach von Thomas Mann erwähnt, der seine Kindheitsurlaube häufig in Travemünde verbrachte. Es spielt eine Rolle in dem Roman Buddenbrooks und ist sogar Schauplatz fast des gesamten Geschehens in der Erzählung Wie Jappe und Do Escobar sich prügelten.